# Omécourt
Omécourt település Franciaországban, Oise megyében. Lakosainak száma 203 fő (2022. január 1.). Omécourt Feuquières, Hautbos, Loueuse, Mureaumont, Saint-Arnoult és Saint-Deniscourt községekkel határos.

## Népesség
A település népességének változása:
| Lakosok száma | 191  | 199  | 206  | 198  | 197  | 199  | 200  | 202  | 203  |
|               | 2013 | 2015 | 2016 | 2017 | 2018 | 2019 | 2020 | 2021 | 2022 |